# لسنویه (آستراخان)
لسنویه (به لاتین: Lesnoye) یک منطقهٔ مسکونی در روسیه است که در استان آستراخان واقع شده‌است.